# Лоуренс Кездан
Лоуренс Кездан (англ. Lawrence Kasdan; нар. 14 січня 1949, Маямі, Флорида, США) — американський сценарист, режисер і продюсер, володар премії «Сатурн» за найкращий сценарій до фільму «Індіана Джонс: У пошуках втраченого ковчега».

## Біографія
Народився 14 січня 1949 року в Маямі (Флорида), в сім'ї Сільвії Сари Кездан (до шлюбу Ландау) і Кларенса Нормана Кездан. Дитинство пройшло в Західній Вірджинії, де в 1966 році закінчив середню школу. Далі навчався в Мічиганському університеті, який закінчив зі ступенем магістра в галузі освіти й спочатку планував кар'єру викладача англійської мови, але роботу за фахом не знайшов і 5 років працював рекламним копірайтером.
У кінобізнес Кездан потрапив в середині 70-х, коли продав сценарій до фільму «Охоронець» компанії Warner Bros.; спочатку головні ролі призначалися Даяні Росс і Стіву Макквіну, але картина понад 15 років перебувала в т. з. розробницькому пеклі й нарешті вийшла на екрани в 1992 році з Вітні Г'юстон і Кевіном Костнером у головних ролях. У 1978 році Джордж Лукас запросив Кездан написати сценарій для фільму «Індіана Джонс: У пошуках втраченого ковчега», а також для доопрацювання і завершення сценарію (після смерті Лі Брекетт) до 5 епізоду «Зоряних війн».
Як режисер, Кездан дебютував у кіно в 1981 році з еротичним трилером «Жар тіла». Потім був режисером і сценаристом до картин: «Велике розчарування» (1983), «Турист мимоволі» (1988) і «Великий каньйон» (1991), за ці фільми був номінований на «Оскар» як найкращий сценарист, а фільм «Великий каньйон» отримав «Золотого ведмедя» — вищу нагороду Берлінського міжнародного кінофестивалю.

## Сім'я
З 28 листопада 1971 одружений з Мег Кездан (співавторка сценаріїв до його фільмів «Великий каньйон» та «Дорогий компаньйон», а також музична редакторка фільму «Велике розчарування»).
- Діти: Джейк Кездан (нар. 28 жовтня 1974) — сценарист і режисер (реж. роботи: «Країна чудіїв» (2001), «Училка» (2011) та ін.) і Джон Кездан режисер і сценарист фільму «У країні жінок» (2007). Сини також грали епізодичні ролі у фільмах батька («Сільверадо», «Турист мимоволі» та ін.)

У Лоуренса є брат Марк Кездан, разом з яким написали сценарій до фільму «Сільверадо».

## Фільмографія

### Режисер, сценарист
| Рік  | Назва                                          | Режисер | Сценарист | Продюсер   |
| ---- | ---------------------------------------------- | ------- | --------- | ---------- |
| 1980 | Зоряні війни: Імперія завдає удару у відповідь | Ні      | Так       | Ні         |
| 1981 | Індіана Джонс: У пошуках втраченого ковчега    | Ні      | Так       | Ні         |
| 1981 | Жар тіла                                       | Так     | Так       | Ні         |
| 1981 | Континентальний вододіл                        | Ні      | Так       | Ні         |
| 1983 | Зоряні війни: Повернення джедая                | Ні      | Так       | Ні         |
| 1983 | Велике розчарування                            | Так     | Так       | Виконавчий |
| 1985 | Сільверадо                                     | Так     | Так       | Так        |
| 1988 | Турист мимоволі                                | Так     | Так       | Так        |
| 1990 | Я люблю тебе до смерті                         | Так     | Ні        | Ні         |
| 1991 | Великий каньйон                                | Так     | Так       | Так        |
| 1992 | Охоронець                                      | Ні      | Так       | Так        |
| 1994 | Ваєтт Ерп                                      | Так     | Так       | Так        |
| 1995 | Французький поцілунок                          | Так     | Ні        | Ні         |
| 1999 | Доктор Мамфорд                                 | Так     | Так       | Так        |
| 2003 | Ловець снів                                    | Так     | Так       | Так        |
| 2012 | Найближчий друг                                | Так     | Так       | Так        |
| 2015 | Зоряні війни: Пробудження сили                 | Ні      | Так       | Ні         |
| 2018 | Соло. Зоряні Війни. Історія                    | Ні      | Так       | Виконавчий |

### Продюсер
- Перехрести моє серце[en] (1987)
- Ось такі пироги[en] (1998)

Виконавчий:
- Телевізор (2006)
- В країні жінок (2007)